# Coup d'État de 1991 au Lesotho
Le coup d'État de 1991 au Lesotho est un coup d'État survenu le 30 avril 1991 au Lesotho dirigé par le colonel Elias Phisoana Ramaema (en). Il conduit à la démission du Premier ministre Justin Lekhanya, qui occupait ce poste depuis le coup d'État de 1986. 

## Déroulement
Le colonel Elias Phisoana Ramaema assiége le gouvernement et contraint Justin Lekhanya à démissionner. Pendant ses deux années au pouvoir, une nouvelle constitution rétablissant les pouvoirs du Parlement est adoptée. Des élections générales multipartites (en) ont eu lieu le 27 mars 1993, avec l'aide du Secrétariat du Commonwealth, à la demande du gouvernement.